# UnipolMove

Logo di UnipolMove

UnipolMove è un marchio registrato di proprietà del Gruppo Unipol atto a contraddistinguere l'omonimo dispositivo di telepedaggio creato dalla società del gruppo UnipolTech che ne è interamente progettista del sistema ed è proprietaria degli apparati a noleggio circolanti, oltre a essere gestore dei servizi di mobilità.

## Storia
Nel 2019 è stata adottata la direttiva (UE) 2019/520 riguardante l'unificazione del sistema di telepedaggio europeo, consentendo l'introduzione di nuovi operatori, in quel momento riservati soltanto ai mezzi pesanti. Con l'istituzione del S.E.T. (servizio europeo di telepedaggio), questa direttiva liberalizzato il mercato del telepedaggio permettendo l'ingresso di altri gestori anche per mezzi leggeri.
La nuova direttiva europea ha comportato quindi il riadattamento dei sistemi presenti ai caselli a nuovi standard che permettevano il funzionamento di altri transponder (come ad esempio DKV per i mezzi pesanti oppure quelli usati in altri paesi), terminando nel 2019 il monopolio italiano di Telepass, per quanto riguarda i mezzi pesanti, prima d'allora unica azienda che sino a quel momento poteva fornire il dispositivo e il pagamento per via telematica.
Prima di tale direttiva, dedicata inizialmente ai mezzi pesanti ma poi a tutti i tipi di veicoli, in Italia non era stata introdotta alcuna proposta e/o dispositivo riguardante il mercato del telepedaggio; di conseguenza Telepass, dal 1989, in quanto unica azienda presente in Italia e anche in Europa, ne deteneva il monopolio sia sui mezzi pesanti sia sui mezzi leggeri. Per i mezzi pesanti, dal 2019, è consentito anche il passaggio al casello con apparati stranieri che rispondano alla normativa europea sul telepedaggio. Fino ad aprile 2022 nessuna azienda aveva proposto idee diverse nel mercato del telepedaggio, tranne Generali; quest'ultima ha collaborato con Telepass per la realizzazione di un dispositivo che integrasse le funzionalità di Telepass con quelle dei dispositivi Octo .
Nonostante la liberalizzazione, fino all'arrivo di UnipolMove in aprile, rimase sulla segnaletica stradale la scritta "Riservata Clienti Telepass", poiché era il dispositivo maggiormente utilizzato per i mezzi pesanti, nonché unico per i mezzi leggeri, utilizzato come riferimento per le corsie riservate al telepedaggio.
Ad aprile 2022, in concomitanza con l'annuncio del gestore Telepass sul rincaro prezzi sul piano base (applicati successivamente da luglio 2022), Unipol annunciò il nuovo dispositivo UnipolMove, in fase di test per la ricezione del brevetto ufficiale per l'utilizzo. Successivamente è stato introdotto in via ufficiale sulle autostrade italiane (con alcune eccezioni), per il pagamento del pedaggio in via telematica.

Indicazione della corsia riservata al telepedaggio via UnipolMove

Verso maggio 2022 inizia la sostituzione della segnaletica in tutta Italia da "Riservata clienti Telepass" alla semplice T di "telepedaggio" (con riadattamento agli standard europei presso i caselli non già riadattati nel 2019, come previsto) per permettere il passaggio con il dispositivo UnipolMove e i restanti transponder già abilitati con maggiore neutralità, come previsto da Aiscat. Le corsie in cui è consentito transitare con l'UnipolMove sono indicate con il colore giallo (corsia riservata agli apparati di telepedaggio) e con una bandiera europea.

## Funzionamento
Il veicolo, con apparato a bordo, transita nell'apposita corsia riservata al telepedaggio; un impianto ottico (CTV) riconosce il tipo di veicolo e attiva l'emissione del segnale acustico da parte dell'apposito apparato trasmettitore.
L'impianto del casello risponde al dispositivo presente a bordo e trasmette un codice identificativo univoco per l'addebito. Un'altra centralina a terra registra il passaggio del veicolo identificato e si solleva la sbarra. In caso di mancato dialogo tra le due parti dell'UnipolMove, chiedendo assistenza al pulsante di emergenza presente a ogni casello, una fotocamera fotografa la targa del veicolo, per poter risalire all'autore del transito non autorizzato oppure non riuscito.
Un secondo impianto ottico, in entrambi i casi, classifica il tipo di veicolo e la sua categoria in una delle cinque classi tariffarie per poter addebitare correttamente il pedaggio.
La transazione avviene in pochi secondi, evitando di fermarsi. Come per tutti i sistemi di telepedaggio, bisogna procedere abbastanza lentamente. Il limite in Italia è fissato a 30 km/h, in modo da dare il tempo all'apparato di ricevere il segnale e mandare l'esazione al sistema di interscambio di Autostrade per l'Italia.
Tale dispositivo, come tutti i dispositivi di telepedaggio, velocizza le normali attese per il pagamento e riduce la probabilità di quest'ultime, dimezzando totalmente i tempi di attesa rispetto ai restanti metodi di pagamento con contanti o carte.
L’apparato è alimentato da pile 1,5 V AA, che hanno una durata variabile in base all’utilizzo. La trasmissione dei segnali avviene tramite microonde da 5,8 GHz. La tecnologia del dispositivo è la stessa di altri transponder utilizzati in Italia: la OBU (On Board Unit).
Il pagamento del pedaggio viene addebitato automaticamente sul conto corrente dell'automobilista (che lo deve dichiarare in fase di stipula del contratto) con fattura mensile.

### Tipologia di dispositivo
UnipolMove adotta la stessa tecnologia di altri transponder: la OBU. Il dispositivo è lo stesso utilizzato da DKV (trattasi del Norbit VTR 850), corredato di cover plastificata con il logo UnipolMove.

### Servizi
UnipolMove può essere utilizzato per:
- pagare i pedaggi sulla maggior parte delle autostrade italiane;
- pagare l'area C di Milano;
- pagare il biglietto per lo Stretto di Messina con le navi di Caronte & Tourist;
- pagare alcuni parcheggi con una piccola commissione oltre il prezzo orario;
- pagare le sanzioni amministrative pecuniarie per le violazioni al codice della strada;
- pagare l'assicurazione con Unipol;
- fare rifornimento in alcune stazioni di servizio;
- noleggiare un'auto con UnipolRental.

## Dove funziona
UnipolMove funziona su tutte le autostrade italiane a pedaggio; il loro sito indica che anche i tronchi gestiti dal CAS (ovvero A18 Messina-Catania e A20 Messina-Palermo) e la galleria Schio-Valdagno siano attivati. Per tali autostrade è in fase di attivazione il sistema europeo che consentirà di oltrepassare le barriere autostradali con UnipolMove e gli attuali sistemi interoperabili con il sistema di telepedaggio europeo già presente (Telepass).
Viene auspicato da Unipol che entro breve tempo sarà attivo sulle restanti autostrade dove non è per ora attivo. Nel corso del 2023 è stato attivato il servizio sulla Superstrada Pedemontana Veneta e rimane da attivare il servizio sui tronchi gestiti dal CAS e la galleria Schio-Valdagno.